# Piper murrayanum
Piper murrayanum är en pepparväxtart som beskrevs av C. Dc.. Piper murrayanum ingår i släktet Piper och familjen pepparväxter. Inga underarter finns listade i Catalogue of Life.